# Giancarlo Astrua
Giancarlo Astrua ( Graglia, 11 de agosto de 1927-Biella, 29 de julio de 2010) fue un ciclista italiano, profesional entre 1948 y 1958, cuyos mayores éxitos deportivos los obtuvo en el Giro de Italia donde logró 3 victorias de etapa, y en la Vuelta a España donde logró 1 victoria de etapa. En el Tour de Francia, aunque no obtuvo ningún triunfo de etapa lograría finalizar tercero en la clasificación general final del año 1953

## Palmarés
| 1949 - Copa Ciudad de Busto Arsizio - Maggiore 1950 - 1 etapa en el Giro de Italia - Borgosesia 1951 - 1 etapa en el Giro de Italia 1952 - Trofeo Baracchi - 1 etapa del G. P. del Mediterráneo, más el premio de la montaña | 1953 - Giro de la Romagna 1954 - G. P. de la Industria Belmonte-Piceno 1955 - 1 etapa en el Giro de Italia 1956 - 1 etapa en la Vuelta a España |